# Publio Sestio
Publio Sestio (Roma - Roma, después de 35 a. C.) fue un político y gobernador romano.

## Biografía
Era hijo de un hombre del mismo nombre y una mujer llamada Postumia Alba.
Su segunda esposa era una hija o nieta del cónsul del 83 a. C. Lucio Cornelio Escipión Asiático, el enemigo exiliado de Sila. Su hijo Lucio Sestio Quirinal Albiniano se convirtió en cónsul sufecto el año 23 a. C. Él mismo no fue registrado por muchas fuentes después de la muerte de César, pero está certificado como senador hasta el año 35 a. C. Cicerón, que permaneció en contacto con él hasta su muerte, permaneció leal a él y reconocía la lealtad de Sestio, aunque decía que su temperamento era malhumorado y su estilo deplorable, un juicio confirmado por Catulo.
Aparece por primera vez como cuestor del cónsul Cayo Antonio Híbrida y sirvió en la campaña para sofocar la segunda conspiración catilinaria, combatiendo en la batalla de Pistoia. Sirvió como procuestor en Macedonia entre el 62 y el 61 a. C. Fue elegido como uno de los tribunos de la plebe en el 57 a. C. 
Durante su año como tribuno, trabajó para que a Cicerón le fuera permitido que volviera del exilio y combatió con Tito Annio Milón, las turbas urbanas de Publio Clodio Pulcro. También intentó interrumpir la elección de su enemigo Clodio como edil en ese año. Ya que era amigo y aliado de Cicerón, este, más tarde lo defendió en su discurso Pro Sestio por cargos de violencia pública (De vis) en el 56 a. C.
Sirvió como pretor en el 54 o 50 a. C., aunque más probable en el 54 a. C. Fue procesado por ambitus y nuevamente defendido por Cicerón y también absuelto.
Tras el estallido de la Guerra civil de César, se unió a Pompeyo, convirtiéndose en gobernador de Cilicia en el 49 a. C., probablemente con el rango de procónsul. Marco Junio Bruto lo acompañó a la provincia.
Después de la batalla de Farsalia donde Pompeyo fue derrotado decisivamente, Julio César indultó a Sestio e hizo campaña con Cneo Domicio Calvino en Asia Menor.